# Knjiga o džungli
Knjiga o džungli (engl. The Jungle Book, 1894.), zbirka pripovijetki za djecu engleskog pisca i kasnijeg nobelovca Rudyarda Kiplinga, inspirirana njegovim životom u Indiji. Priče su nastale za autorovog boravka u SAD-u. Vjeruje se da ih je napisao za kćer Josephine koja je kao djevojčica preminula od upale pluća. Priče su prvotno izlazile u časopisima u razdoblju od 1893. do 1894. te bile praćene ilustracijama; autor nekih ilustracija je piščev otac John Lockwood Kipling.
U središtu priča je indijski dječak Mowgli kojeg u džungli odgajaju vukovi, uz pomoć medvjeda Balooa i crne pantere Bagheere. Uče ga Zakonu džungle, odnosno mudrosti i samodostatnosti. Osim Mowglija, ostali likovi su životinje. Međutim, priče se ne bave ponašanjem životinja niti borbom za opstanak u darvinovskom smislu, već ljudskim arhetipovima. Životinje imaju ljudske osobine i uče Mowglija poslušnosti, poštovanju autoriteta, razumijevanju vlastitog mjesta u društvu. Istaknuta je i tema slobode kretanja između različitih svjetova. Priče spadaju u žanr bajke, i među popularnijim su djelima dječje književnosti širom svijeta. Knjiga je organizirana u poglavlja. Svako donosi po jednu priču te dodatak u stihovima koji služi kao epigram.
Godinu dana nakon prve knjige izlazi i "Druga knjiga o džungli" ("The Second Jungle Book", 1895.) koja se bavi istim temama. Obje su prevedene na niz svjetskih jezika te se često izdaju zajedno u jednoj knjizi. Adaptirane su u brojne kazališne predstave te igrane i animirane filmske izvedbe. Neki kritičari su analizirali imperijalističke i kolonijalističke aspekte "Knjige o džungli", no nisu odricali Kiplingu kvalitetu i snagu pripovijedanja. "Knjige o džungli" su utjecale i na pokret izviđača, čiji utemeljitelj Robert Baden Powell je bio Kiplingov prijatelj.